# Your Love (canción de Nicole Scherzinger)
«Your Love» —en español: Tu Amor— es una canción grabada por la cantante estadounidense Nicole Scherzinger para su segundo álbum de estudio Big Fat Lie (2014), del cual es el primer sencillo oficial. La canción fue lanzada el 30 de mayo de 2014 RCA Records como el primer sencillo que marca su primer lanzamiento desde que firmó un acuerdo con Sony Music Entertainment. Fue escrita y producida por Terius "The-Dream" Nash y Christopher "Tricky" Stewart con producción adicional proporcionada por Bart Schoudel. 
Con un sonido "pop" y "dance", con un toque "house", «Your Love» obtuvo principalmente críticas positivas de los críticos musicales, que destacaron el instrumental del tema, la calidad vocal mostrada por Scherzinger y su pegadizo estribillo. El vídeo musical de "Your Love" fue filmado el 19 de mayo de 2014, en Malibu, California y fue dirigido por Dawn Shadforth. Actualmente el videoclip supera las 43 millones de reproducciones en YouTube.

## Recepción de la crítica
La canción recibió críticas generalmente positivas de la mayoría de los críticos de música. Jason Lipshutz de Billboard describe "Your Love" como una "pista pop irresistible" que cualquier persona "razonablemente podría agregar a su lista de reproducción en curso" Atascos de verano '. "Lipshutz pasó a alabar el coro de la canción como el "principal atractivo" de la canción. Robbie Daw de Idolator califico la canción como su primer gran sencillo, ya que según el, "Don't Hold Your Breath" (2011), también nombrarlo "infecciosa". Popjustice la llamó "un triunfo" y "un ridículamente elegante canción: precisión-labrado por la supremacía pop pero escasamente producido y como un resultado bastante más elegante que el golpe alrededor de la cabeza con un saco de llaves que era "Poison" (2010)." Nolan Feeney de la revista Time elogió la canción, que la calificó como "un golpe de gracia", y señaló que su "pegadizo estribillo 'doo-doo-doo' de la pista está bien en su camino a la presentación de sí mismo en la cabeza los temas de este verano." Sin embargo, Melissa Redman de Renowned for Sound fue más crítica con la letra y la melodía de la canción, señalando que "si Scherzinger estaba buscando una reaparición para su carrera en solitario, esta fue la canción equivocada de hacerlo."

## Vídeo musical
El vídeo musical de "Your Love" fue filmado el 19 de mayo de 2014, en Malibu, California y fue dirigido por Dawn Shadforth. Scherzinger comento vía Twitter de forma oficial, que ella estaba filmando el vídeo musical, escribiendo: "¡Hermoso día en la playa En el set de mi nuevo video musical de mi primer sencillo ... [próximamente]", junto con un vídeo de corta duración. Aquel mismo día se filtraron en internet fotografías del rodaje, mostrando parte del vestuario que Nicole estaba utilizando. El vídeo muestra a Nicole cantando en la playa, con un hermoso paisaje y bailes que tienen lugar que recuerda a un ambiente caribeño. El vídeo termina con Scherzinger sentada envuelta en la arena, con efectos de fuego y luces en un pequeño bosque que aparece brillante y colorido. Actualmente el videoclip supera las 43 millones de reproducciones en YouTube. El vídeo musical alcanzó la tercera posición de la lista de ventas británica UK Singles Chart en su lista de videoclips.

## Listado de canciones
| Descarga Digital 1. "Your Love" – 4:05 | Remixes - EP 1. "Your Love" (Cahill Radio Remix) – 3:23 2. "Your Love" (Cahill Club Remix) – 5:54 3. "Your Love" (Mike Delinquent Radio Remix) – 3:03 4. "Your Love" (Mike Delinquent Club Remix) – 4:40 5. "Your Love" (Belanger Remix) – 5:06 |

## Actuaciones en vivo
Scherzinger interpretó por primera vez "Your Love" en el programa de británico "Alan Carr: Chatty Man" el 13 de junio de 2014. También fue interpretada en el festival de Isle of MTV en Malta, junto con una serie de canciones que incluía canciones de su antiguo grupo The Pussycat Dolls. Poco después interpretó una versión en acústico del tema en los programas "4Music Summer Scoop", "Sunday Brunch", "The One Show" y "Lorraine". Seguidamente, volvió interpretar la canción en versión original en el programa "Loose Women" y en sus presentaciones en el G-A-Y Club de Londres y en los South African of the Year Awards. Nicole volvió a interpretar el tema durante un concierto en Francia, perteneciente al festival NRJ Music Tour, frente a 20.000 personas en París. También se presentó en los programas franceses "Touche Pas A Mon Poste" y "Le Mag". El 14 de octubre de 2014 Scherzinger ofreció un concierto privado en el Hotel Cafe Royal de Londres, donde volvió a interpretar la versión acústica de la canción. El 2 de noviembre se presentó en el Adrenaline Festival de Bakú, donde interpretó la canción y otros temas. El 21 de noviembre Scherzinger volvió a interpretar el sencillo durante su presentación en el festival Energy Stars For Free, organizado por la radio NRJ y celebrado en el Hallenstadion de Zúrich. Scherzinger volvió a presentarse en el festival de Newcastle Metro's Radio Christmas Live. Scherzinger volvió a presentarse en el festival Free Radio Live 2014 de Birmingham el 29 de noviembre en el estadio LG Arena. También se presentó en el KEY 103 Christmas Live, en el Phones 4u Arena de Mánchester el 4 de diciembre.

## Listas
| Alemania          | Media Control Charts   | 99 |
| Australia         | ARIA Charts            | 51 |
| Corea del Sur     | Gaon Chart             | 96 |
| Bélgica (Flandes) | Ultratip 40 Singles    | 27 |
| Bélgica (Valonia) | Ultratip 40 Singles    | 2  |
| Escocia           | Scottish Singles Chart | 2  |
| Europa            | Euro Digital Songs     | 16 |
| Francia           | French Singles Chart   | 22 |
| Irlanda           | Irish Singles Chart    | 30 |
| Reino Unido       | UK Singles Chart       | 6  |
| Serbia            | Serbia (IFPI)          | 1  |
| Suiza             | Schweizer Hitparade    | 67 |

## Historial de lanzamientos
| País          | Fecha               | Formato                    | Discográfica | Ref    |
| ------------- | ------------------- | -------------------------- | ------------ | ------ |
| Bélgica       | 30 de mayo de 2014  | Descarga digital           | Sony         | [ 21 ] |
| Finlandia     | 30 de mayo de 2014  | Descarga digital           | Sony         | [ 22 ] |
| Portugal      | 30 de mayo de 2014  | Descarga digital           | Sony         | [ 23 ] |
| Suecia        | 30 de mayo de 2014  | Descarga digital           | Sony         | [ 24 ] |
| Francia       | 2 de junio de 2014  | Descarga digital           | Sony         | [ 25 ] |
| Italia        | 3 de junio de 2014  | Descarga digital           | Sony         | [ 26 ] |
| Canadá        | 6 de junio de 2014  | Descarga digital           | Sony         | [ 27 ] |
| Australia     | 13 de junio de 2014 | Descarga digital           | Sony         | [ 28 ] |
| Nueva Zelanda | 13 de junio de 2014 | Descarga digital           | Sony         | [ 29 ] |
| Alemania      | 11 de julio de 2014 | Descarga digital           | Sony         | [ 30 ] |
| Alemania      | 11 de julio de 2014 | Digital download (Remixes) | Sony         | [ 31 ] |
| Irlanda       | 11 de julio de 2014 | Descarga digital           | Sony         | [ 32 ] |
| Reino Unido   | 13 de junio de 2014 | Descarga digital           | RCA          | [ 33 ] |